# Байрак
Байра́к, буера́к — сухой неглубоко врезанный овраг или балка, зарастающий растительностью, в основном широколиственным лесом, либо высокой травой.

## Термин
Слово «байрак» тюркского происхождения.
Название распространено преимущественно в лесостепных и степных районах Украины и юга России.
От названия «байрак» происходит название байрачных лесов. Основные породы, образующие подобные леса — дуб, клён, вяз, ясень, липа.

## Описание
Особенно много байраков встречаются в Украине по склонам Донецкого каменноугольного кряжа в верховьях мелких речек, текущих к Донцу и Азовскому морю.
В чернозёмной полосе в процессе превращения оврага в балку с его краев на дно смывается типичный чернозем степей, достигая там мощности двух и более метров. В настоящее время почвы байрачного леса называются лесными черноземами.